# Храм Успения Пресвятой Богородицы (Константиново)
Храм Успения Пресвятой Богородицы в селе Константиново (городской округ Воскресенск) — православный храм Воскресенского благочиния Коломенской епархии.

## История
Согласно книжкам Московского государства за 1508 году в XV-XVI веке в деревне Константиново был построена деревянный храм Успения Пресвятой Богородицы. Впервые упоминается в Книге писцов Коломенского уезда с 1577 по 1578 год: «За князем Михайлом за княж Федоровым сыном Кашина, а преж того в поместье было за князем Иваном Конбаровым: село Костентиновское, на берегу Москвы реки, а в нём церковь Успения Пречистые, древена, клетцки».
Каменная Троицкая (Успенская) церковь была построена в 1797 году в стиле позднего классицизма. Архитектор храма в деревне Константиново остался неизвестным, возможно, это был итальянец. В качестве основы для Троицкой (Успенской) церкви был взят один из знаменитых римских храмов Сан-Пьетро-ин-Монторио, построенный Донато Браманте в 1502 году. Центральный престол храма в то время был освящен во имя Пресвятой Богородицы. Троица, левый — в честь Иоанна Крестителя, справа — в честь Успения Пресвятой Девы Богородицы.
Храм стиля зрелого классицизма, основной объём которого представляет двусветную купольную ротонду, окруженную колоннадой тосканского ордера. На стенах внутри ротонды — сюжетная масляная живопись 1909—1910 гг.
В 4 км к северо-западу от Воскресенска на берегу Москвы-реки находится большая деревня Константиново. В середине XVIII века село принадлежало генеральному прокурору Священного Синода И. И. Мелиссино. В XIX веке им владел А. М. Пушкин, известный переводчик пьес Мольера. В 1797 году благодаря усердному труду вдовы П. В. Мелиссино в поместье была построена церковь Святой Троицы (Успенская) в память о её муже. Известно, что Иван Иванович Мелиссино является основателем Московского университета на Воробьевых горах (МГУ), на протяжении многих лет был его вторым директором и куратором, а в 1763 году императрицей Екатериной II он был избран должность Обер- прокурора Синода. Мелиссино умер в 1795 году в Москве, его тело было похоронено в левом краю храма.
В 19 - нач. XX века село Константиново с Троицкой церковью относилось к Бронницкому уезду и нередко у исследователей прошлого возникает некоторая путаница сколько было церквей в селе. Происходит это потому, что в тот период в Бронницком уезде существовало 2 села Константиново с двумя разными церквями. Описанная в статье церковь сейчас относится к Воскресенскому району, а другая церковь - во имя Архистратига Михаила Архангела относится к Раменскому району и расположена в другом селе Константиново (между г. Бронницы и г. Москва).
В начале 1991 года Церковь Троицы (Успения) была передана общине верующих, а весной того же года она была переименована в Церковь Успения Пресвятой Богородицы. Трудное возрождение храма началось.
В настоящее время в храме регулярно совершаются Богослужения. При храме работает воскресная школа для детей и взрослых.

## Духовенство
- Настоятель храма — священник Сергий Котерев[4]

1737 - 1764 Иерей Михаил Силуанович
1764 - 1771 Иерей Яков Михайлович Смирнов
1772 - 1791 Иерей Фёдор Алексеевич
1792 - 1800 Иерей Пётр Фёдорович
1800 - 1809 Иерей Фёдор Андреевич
1809 - 1815 Иерей Семён Степанович
1815 - 1830 Иерей Михаил Васильевич Попов
1831 - 1832 Без Священника
1833 - 1876 Иерей Иван Ефимович Замыслов
1877 - 1908 Иерей Фёдор Григорьевич Введенский
1908 - 1918 Иерей Павел Фёдорович Введенский
Ведомость о церкви Живоначальной Троицы в селе Константиново, Бронницкого уезда, Московской губернии. 1834 год 
(до 1812г. и с 1990г. церковь Успения Пресвятой Богородицы) ЦГА г. Москвы фонд 203-744-1957 мкрф.13
Священник Иван Ефимович Замыслов - Священников сын - обучался в Вифанской Семинарии; по окончании курса с аттестатом 3-го разряда в 1833 году февраля 28 дня посвящён во Священника Преосвященным Николаем Епископом Дмитровским Викарием Московским на настоящее место. Грамоту имеет. Судим и штрафован не был и под следствием и судом не состоит.
В каком родстве состоит: Дьячку племянник двоюродный по жене, а Пономарю свояк родной.
Дьячек Антип Савельев - дьяческий сын, в 1794 году определён во дьячка на сие место Преосвященным Афанасием Епископом Коломенским, а в 1796 году апреля 25 дня посвящён в стихарь оным же Преосвященным. Грамоту имеет. 
Читает и поёт не худо, а катехизис мало знает.
Судим и штрафован не был и под судом не состоит.
Жена ево - Евфимия Яковлева, 61 год.
В каком родстве состоит: Священнику и Пономарю по жёнам двоюродный дядя.
Пономарь Иван Маркович Воздвиженский - дьяческий сын - обучался Коломенского духовного училища в низшем отделении (ред. - всего было 3 отделения - низшее, среднее, высшее); из онаго 1822 года декабря 8 дня определён во дьячка Преосвященным Афанасием Епископом Дмитровским Викарием Московским Бронницкой округи в село Вишняково ко Крестовоздвиженской церкви, 1823 года мая 30 дня оным же Преосвященным посвящён в стихарь; а в оном же году октября 27 дня переведён на сие место в Пономари. Грамоту имеет. Читает, поёт и катехизис знает не худо. 
Судим и штрафован не был и под судом не состоит.
В семействе у него:
Жена ево Акилина Никифорова - 28л.
Дети их: Илья обучается Коломенскаго уездного училища в 1-м приходском классе.
Алексей - 5л.
Анна - 3л.
Иван - 1 год
В каком родстве состоит: Священнику свояк родной, а дьячку по жене племянник двоюродный.
Заштатные и сиротствующие:
Бывшего в сем селе Пономаря Никифора Иванова жена вдова Марья Симеонова, 58 лет, живёт в своём оставшемся после мужа доме на своём пропитании.
В каком родстве состоит: Священнику и Пономарю тёща.
В селе Константинове действительнаго Статскаго Советника Алексея Михайловича Пушкина дочери девицы Параскевы Алексеевны:
дворовых людей мужеска пола 8, женска 8, двор 1
Ея же крестьян мужеска полу 297, женска - 299, дворов 60
В сельце Спасском помещика Колежскаго асессора Николая Михайловича Смирнова:
дворовых людей мужеска пола 16, женска 22, двор 1
В деревне Маришкине того же господина крестьян:
мужеска пола 68, женска 65, дворов 12
в полуверсте препятствий нет
В деревне Хлопках того же господина крестьян:
мужеска пола 76, женска 75, дворов 19
в 3-х верстах препятствий нет
Итого: 93 двора, мужеска полу 465, женска - 474
Троицкой церкви Священник Иоанн Евфимиев Замыслов руку приложил.
Дьячек Антип Савельев руку приложил.
И церкви Пономарь Иван Марков руку приложил.
Свидетельствовал Благочинный Марчуговский Священник Иоанн Михайлов.
Иван Ефимович ЗАМЫСЛОВ (сын Священника)
Служил Священником церкви Живоначальные Троицы в селе Константиново, Бронницкого уезда почти 44 года, начиная с февраля 1833 и по 10.12.1876
жена его Наталья Никифоровна (дочь Дьякона)
дети их:
- Анна Ивановна 1834 - 1835
- Марья Ивановна (зам. Дроздова) 09.02.1835 - 16.12.1905
- Дмитрий Иванович Замыслов 15.05.1836
- Александра Ивановна 1839 г.р.
- Анна Ивановна 1849 г.р.
- Софья Ивановна (зам. Холмогорова) 06.09.1851 - 1893
- Иван Иванович Замыслов 13.02.1846
- Варвара Ивановна (зам. Иванова) 29.11.1843
- Пелагея Ивановна (зам. Введенская) 01.08.1855 - после 1912

После смерти Священника Ивана Ефимовича Замыслова на его место поступил супруг дочери Пелагеи Фёдор Григорьевич Введенский, р. ок. 1851 - 17.05.1908, прослуживший там до кончины. Унаследовал место Священника в этой церкви его сын Павел Фёдорович Введенский.
Известно, что Дмитрий Иванович Замыслов учился в Вифанской духовной Семинарии, затем в 1854-55гг. поступил в Московский Императорский Университет.